# L'Uccelleria
L'Uccelleria è un quintetto per archi in re maggiore di Luigi Boccherini e fa parte della raccolta dei sei quintetti Op. 11 (G 271-276).
L'opera venne composta nel 1771, quando il compositore era al servizio di Luigi Antonio di Borbone-Spagna, principe della casa dei Borboni. Il quintetto rievoca i versi di alcuni tipi di uccelli e delle scene di caccia e di pascolo. Si tratta del primo approccio di Boccherini al genere della musica descrittiva, precedendo di nove anni il quintettino La musica notturna delle strade di Madrid (1780).

## Musica
Due movimenti di questo quintetto,  l'Adagio-Allegro giusto (che riappare nell'ultimo movimento, in forma ciclica indicato come Tempo primo) e I pastori e li cacciatori, si riferiscono esplicitamente a due passioni praticate da don Luigi quando egli si ritirò dalla corte e risiedette per molti mesi nei suoi palazzi principeschi. La caccia, un privilegio della nobiltà, compariva sui lunghi arazzi che decoravano gli appartamenti del principe, mentre i versi degli uccelli richiamano la collezione di uccelli che aveva, vivi nelle voliere o impagliati. Non c'è dubbio che l'intento di Boccherini era di rendere omaggio al suo mecenate che lo aveva preso al suo servizio un anno prima. A eccezione del minuetto, più eclettico, il quintetto forma un trittico "pittorico" con gli uccelli, la caccia e nuovamente gli uccelli, con una breve introduzione di genere pastorale con la scena dei pastori.
Boccherini evoca la presenza degli uccelli imitandone i vocalizzi con dei trilli. Egli suggerisce inoltre, attraverso degli interludi più moderati, un visitatore che passeggia da una gabbia all'altra.

## Struttura
Quintetto per archi op. 11 n. 6 in re maggiore (G 276)
1. Adagio- Allegro giusto 4/4, la maggiore
2. Allegro: I pastori e li cacciatori, 6/8, la minore
3. Tempo di Minuetto, 3/4, la maggiore
4. Allegro giusto, 4/4, la maggiore (ripresa della seconda sezione del primo movimento)

## Strumentazione
La composizione del quintetto, di una durata di diciotto minuti circa, richiede:
- archi: 2 violini, 1 viola, 2 violoncelli

## Discografia
- Quintetti d'archi con due violoncelli, op. 45 n. 4, op. 46 n. 4 & op. 11 n. 6 Uccelleria - Europa Galante, dir. Fabio Biondi (1993, Opus 111 OPS 30-82)